# Arena Carioca 1
L'Arena Carioca 1 è un'arena coperta di Rio de Janeiro.

## Storia e descrizione
Il lavoro di costruzione dell'Arena Carioca 1 sono iniziati nel 2009 per terminare nel 2015: l'inaugurazione è avvenuta nel 2016. La struttura fa parte del complesso del parco olimpico di Rio de Janeiro, situato nel quartiere di Barra da Tijuca, ed è stata costruita per i Giochi della XXXI Olimpiade. Il palazzatto ha una capienza di 5 000 posti a sedere, portata a 16 000 solamente per l'evento olimpico, ha un'altezza di 33 metri per una superficie complessiva di 38 000 m²; il campo ha una superficie di 608 m². La facciata dell'edificio si ispira al paesaggio montuoso di Rio de Janeiro.
Durante le Olimpiadi l'Arena Carioca 1 ospiterà le gare di pallacanestro, mentre durante le paraolimpidi ospiterà quelle di pallacanestro in carrozzina e rubgy in carrozzina. Precedentemente, nel giugno 2016, si sono giocate le gare del gruppo B1 del World Grand Prix 2016 e della World League di pallavolo.